# Adelantamiento de León
El Adelantamiento de León fue una institución propia del Antiguo Régimen en la Corona de Castilla y de León.

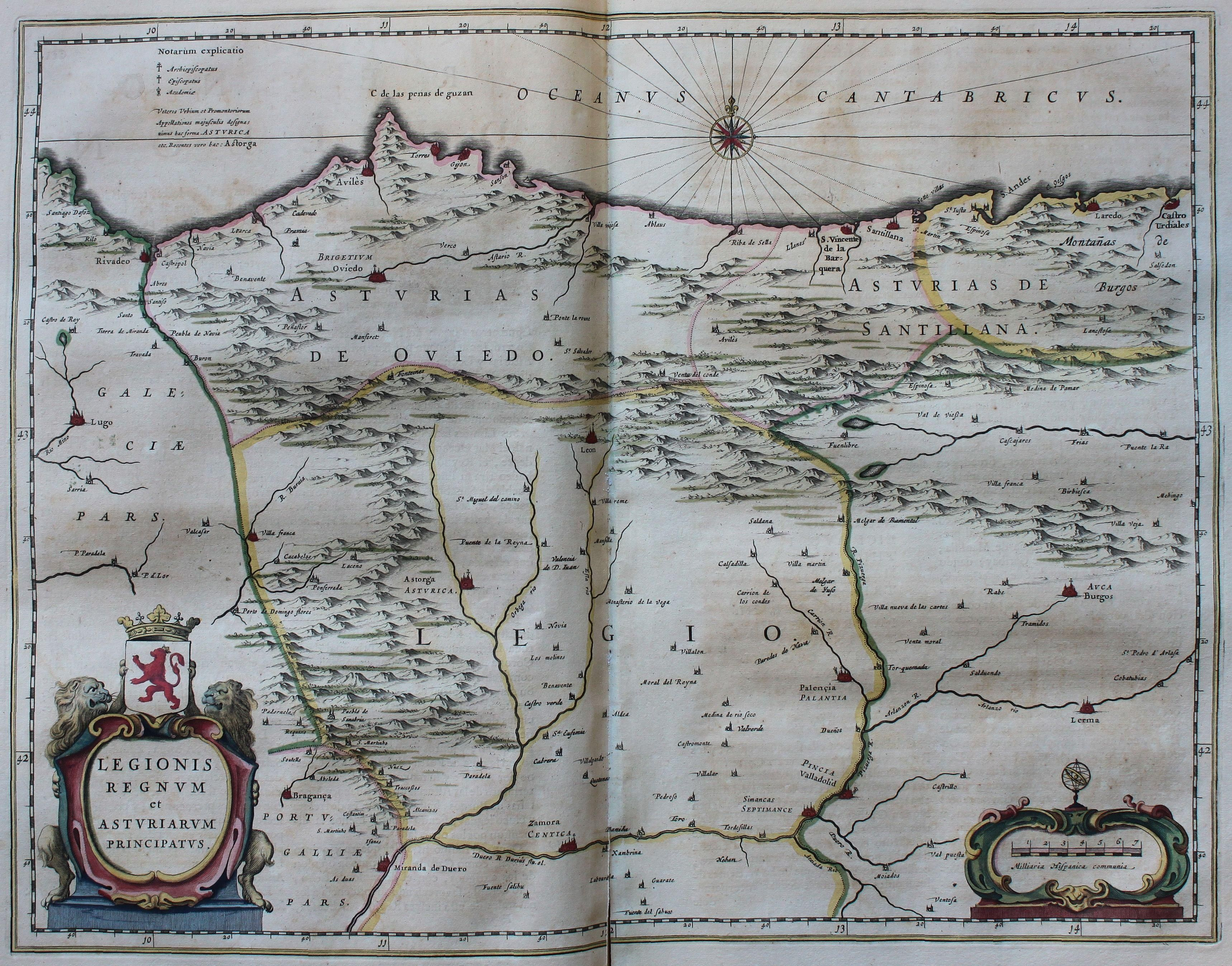
El Reino de León en un mapa de 1659 de Joan Blaeu

## El adelantamiento bajomedieval
Desde el siglo XIII los adelantados mayores se encargaban de llevar adelante una empresa pública de carácter judicial, militar y de gobierno por mandato del rey en un determinado territorio. A su lado aparecen los alcaldes, licenciados elegidos también por el rey que les apoyaban en los pleitos y suplían sus posibles carencias en materia de Derecho.
A finales del siglo XIV el puesto de adelantado se patrimonializa vinculándose a determinadas familias lo que le llevó a configurarse como un cargo honorífico y con beneficios económicos pero ya vacío de contenido mientras los alcaldes siguen manteniéndose en el ejercicio de su cargo de forma vitalicia.
Los adelantamientos no sobrevivirán a la Edad Moderna con la excepción de los de León y Castilla.

## El Adelantamiento de León en la Edad Moderna

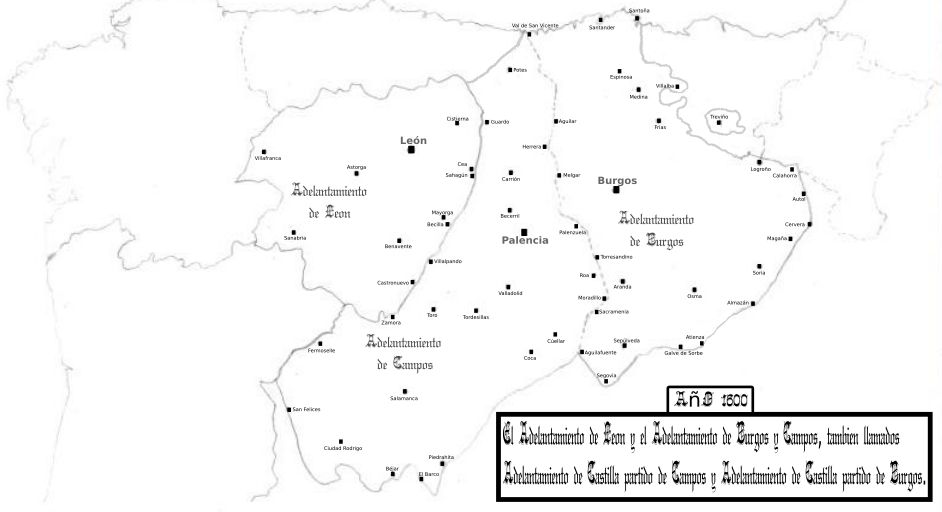
Adelantamientos de Castilla, León, y Campos.

Las reformas de los Reyes Católicos reducen el número de alcaldes a uno por adelantamiento y lo convierten en un cargo temporal de un año normalmente prorrogable por otro o varios más. Se proyecta el poder de los monarcas sobre el territorio en León y en Castilla a través del oficio del alcalde mayor del adelantamiento, el cual añade a sus funciones judiciales las de gobierno que habían pertenecido a los adelantados mayores en el pasado. Eran letrados y debían disponer del título de bachiller, licenciado o doctor y su jurisdicción recaía sobre villas y lugares ya fueran realengas, abadengas, de señorío, de órdenes militares o de behetría. En tiempos de Felipe II los alcaldes mayores constituían «un freno para los señores». 
Las sedes de su tribunal eran itinerantes a elección del alcalde mayor pero a raíz de la visita del licenciado Luján a finales del siglo XVI se establecieron los siguientes lugares de asiento de la audiencia del alcalde mayor del adelantamiento: primero en Villamañán, Villademor de la Vega o Laguna de Negrillos, segundo en Santa Marina del Rey, tercero en Villafranca del Bierzo y cuarto en La Bañeza.
Su jurisdicción abarcaba el territorio de la actual provincia de León y el norte de la de Zamora.

## Competencias
En el apartado de justicia era juez ordinario, actuando como juez de primera instancia, juez de apelación, defensor de la jurisdicción real y supervisor sobre la actuación de las justicias de los lugares, y juez de comisión.
En el apartado de gobierno ejercía la tutela del orden público, el cuidado de los bienes considerados como infraestructuras y de interés común y el control sobre algunas cuestiones de carácter económico.

## Agregación al corregimiento
El alcalde mayor del Adelantamiento de León fue agregado al Corregimiento de la ciudad de León en 1638.